# Совет африканских христианских церквей в Европе
Совет африканских христианских церквей в Европе (англ. Council of Christian Churches of an African Approach in Europe, CCCAAE) — христианская экуменическая организация, основанная в 2001 году. Совет является членом Всемирного совета церквей.

## История
Совет возник в результате серии консультаций и конференций, начавшихся в 1995 году в Лидсе, Великобритания под первоначальным названием «Совет африканских христианских сообществ в Европе» (англ. Council of Christian African Communities in Europe, CACCE).
Совет под нынешним названием был официально учрежден в 2001 г. в Арциере, Швейцария. Исполнительный орган был сформирован в том же году во время конференции в Берлине, Германия, в силу исторической значимости города.

## Миссия
Целями совета являются координация и объединение африканских христианских общин в Европе, духовное пробуждение африканского христианства в Европе, содействие партнерству между африканскими и европейскими церквями, содействие развитию африканского богословия, евангелизация в Европе, создание форума для решения проблем, с которыми сталкиваются африканцы в Европе (социальная изоляция и дискриминация), продвижение исследований африканского христианства в Европе, продвижение христианского образования африканской молодежи в Европе, поддержка проектов связанных с экономическим развитием Африки.

## Деятельность
В 2003 году совет выступил одним из спонсоров междисциплинарной конференции в Хиршлухе, Германия, на тему «Берлинско-Конголезская конференция 1884 года, раздел Африки и последствия для христианской миссии сегодня» (англ. The Berlin-Congo Conference 1884, the Partition of Africa, and Implications for Christian Mission Today), на которой собрались учёные Африки, Европы и Северной Америки.
Совет поддерживает связи с межрелигиозными организациями Европы и продвигает повестку свободы вероисповеданий в Совете Европы.

## Церкви-члены
В совете состоят следующие организации:
Франция
- Церковь Благовестия

Германия
- Апостольская церковь Христа
- Церковь Пятидесятницы в Гане
- Коптская православная церковь в Египте
- Углубленное служение христианской жизни
- Эфиопская православная церковь
- Кимбангистская церковь
- Новоиерусалимская церковь
- Искупленная христианская церковь Бога

Великобритания
- Новозаветная Церковь Божья